# Dominik Peterlini
Dominik Josef Peterlini (* 4. April 1875 in Wien; † 8. April 1944 ebenda) war ein österreichischer Musiker und Chorleiter.

## Leben

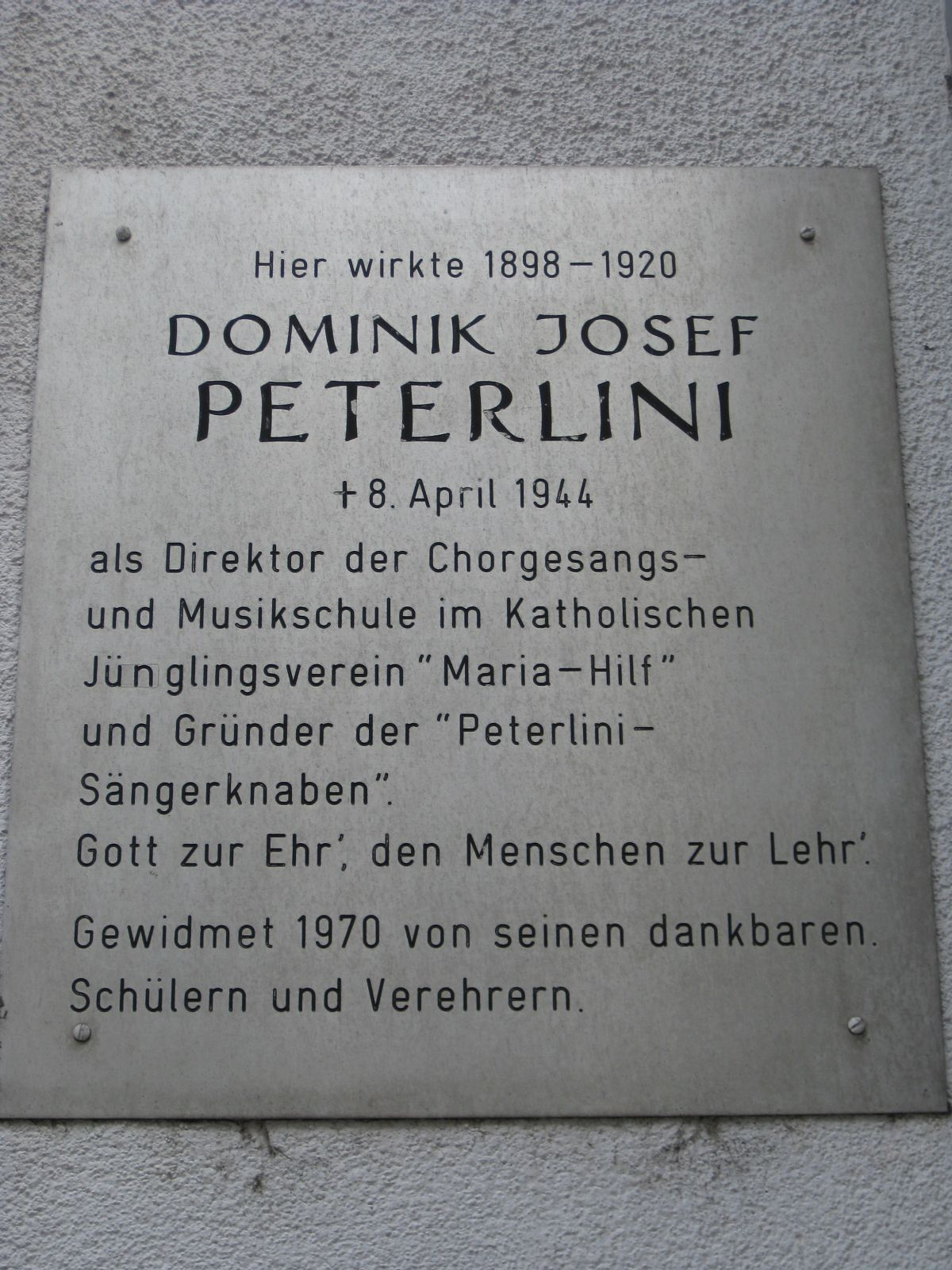
Gedenktafel für Dominik Peterlini in der Westbahnstraße 40

Dominik Peterlini stammte aus einer Südtiroler Fabrikantenfamilie und kam im 7. Wiener Gemeindebezirk Neubau, Mariahilfer Straße 6, zur Welt. Er wuchs in einem wohlhabenden Elternhaus auf, sein Vater Andreas Peterlini war Rohr- und Strohsesselfabrikant, seine Mutter Katharina (verehelichte Brandstetter) firmierte als Feld- und Strohsesselfabrikantin. Peterlini bekam bereits frühzeitig Musikunterricht, anfangs Violinunterricht bei seinem Vater, später vervollständigte er seine Studien bei Franz Xaver Haberl und Michael Haller in Regensburg sowie Albanus Schachleiter in Prag. Um 1890 gründete Peterlini mit Schülern des Wiener Konservatoriums ein kleines Orchester und leitete dies auch. Die 1895 von ihm gegründeten Peterlini-Sängerknaben waren ein Knabenchor, aus dem sich später die Wiener Sängerknaben entwickelten. 1919 errichtete Peterlini auf seinem Landsitz in Mauer bei Wien ein „Erholungsheim“ für den Sängerknaben-Chor. Von 1925 bis 1932 war Peterlini Professor an der Wiener Musikakademie, während dieser Zeit gründete er auch in Mauer eine Kindersingschule. Ab den 1890er Jahren wirkte er in Wiener Kirchen als Chorregent, anfangs in der Kapuzinerkirche und Altlerchenfelder Kirche, später in der Universitätskirche und Lazaristenkirche und zuletzt bis 1939 in der Laimgrubenkirche.
Peterlini wurde am 14. April 1944 auf dem Friedhof Mauer beigesetzt. 1954 wurde ihm zu Ehren im Liesinger Bezirksteil Mauer die Peterlinigasse nach ihm benannt; davor hieß die Straße Draschegasse, weshalb sie im Zuge der Neubegrenzung und Neunummerierung des Gemeindebezirks Liesing (siehe 23., 24. und 25. Bezirk) zur Vermeidung von Straßennamenredundanzen umbenannt werden musste, da im Bezirksteil Inzersdorf bereits eine Draschestraße existierte. In der Westbahnstraße 40 im Bezirk Neubau erinnert eine Gedenktafel an Peterlinis Wirken als Direktor der Chorgesangs- und Musikschule im Katholischen Jünglingsverein "Maria-Hilf" und Gründer der "Peterlini-Sängerknaben". In der Langen Gasse 96 in Mauer, wo Peterlini zuletzt lebte, ist ebenfalls eine Gedenktafel angebracht. Sein Nachlass befindet sich in der Musiksammlung der Österreichischen Nationalbibliothek.

## Auszeichnungen
- Große Goldene Salvatormedaille der Stadt Wien